# Dorte Meldgaard
Dorte Meldgaard (født 1. februar 1976) er en dansk konservativ politiker, der i perioden 2014-2017 incl. (4 år) var borgmester i Hillerød Kommune i Nordsjælland. Hun afløste Kirsten Jensen fra Socialdemokratiet, der havde siddet på posten siden 2007. Meldgaard har en erhvervssproglig bacheloruddannelse i tysk og spansk.
I slutningen af maj 2018 flyttede hun med sin familie til Berlin. Efter et år vendte hun tilbage til Danmark, hvor hun siden oktober 2019 har været konsulent i Bendix Consult.